# Miloš Obrenović

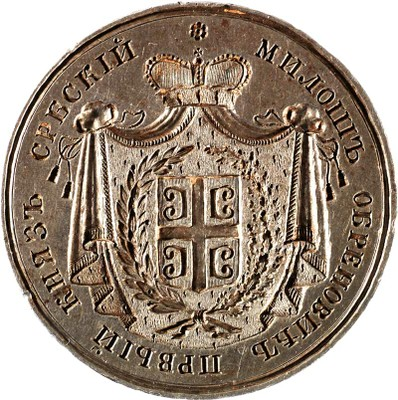
Siegel des Miloš Obrenović

Miloš Obrenović (serbisch-kyrillisch Милош Обреновић; * 19. März 1780 in Dobrinja, Bezirk Užice, als Miloš Teodorović; † 26. September 1860 in Topčider) war Anführer im Zweiten serbischen Aufstand gegen das Osmanische Reich 1815 und erkämpfte ein selbständiges serbisches Fürstentum im heutigen zentralen Serbien. Er war Begründer der Dynastie des Hauses Obrenović.

## Leben

Miloš Obrenović, 1848

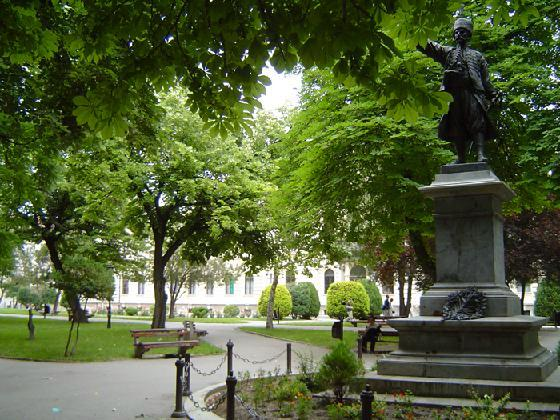
Denkmal von Miloš Obrenović im Park Požarevac

Miloš Teodorović wurde in Gornja Dobrinja in der Nähe von Užice im Sandschak Smederevo geboren. Seine Eltern waren Teodor und Višnja Mihailović. Als sein Vater starb, heiratete seine Mutter Višnja den Viehhändler Obren Martinović, von dessen Vornamen Miloš seinen Nachnamen Obrenović ableitete. Auch Obren Martinović starb früh und Miloš übernahm als Ältester den Haushalt. In der Zwischenzeit war sein jüngerer Bruder Milan im Viehhandel erfolgreich und führte später Miloš in die Geschäfte ein. Milan Obrenović knüpfte auch Kontakte zu Đorđe Petrović, genannt Karađorđe, der Anführer im ersten serbischen Aufstand werden sollte. Miloš Obrenović war verheiratet mit Ljubica, geborene Vukomanović. Mit ihr hatte er sieben Kinder, drei davon starben schon im Kindesalter. Miloš Obrenović selbst blieb zeitlebens Analphabet.
Als 1804 der erste serbische Aufstand gegen die Türken unter Đorđe Petrović Karađorđe begann, Milan, der Bruder von Miloš, einer der Unterführer der aufständischen Serben. Miloš Obrenović war nahm von Anbeginn am Aufstand teil, stand jedoch lange im Schatten seines jüngeren Bruders. Karađorđe war zwar ein fähiger militärischer Führer, aber beim Aufbau einer serbischen Verwaltung und insbesondere in der Innenpolitik zeigte er wenig Geschick und schuf sich bald eine Opposition. Dieser gehörten auch Milan und Miloš Obrenović an. Milan Obrenović wurde 1810 eine diplomatische Mission anvertraut; er verstarb unter zweifelhaften Umständen in Bukarest. Miloš Obrenović machte Karađorđe für den Tod seines Bruders verantwortlich.
1813 war der Erste serbische Aufstand beendet, die Serben waren von den Osmanen vorerst besiegt. Karađorđe floh nach Österreich und danach in das Fürstentum Moldau. Miloš Obrenović, inzwischen einer der serbischen Unterführer, ergab sich zunächst den Osmanen und unterstützte ihre Unterdrückungspolitik in Serbien, fiel dann aber wieder ab und organisierte ab April 1815 den zweiten serbischen Aufstand. Nachdem er ein türkisches Heer in Westserbien geschlagen hatte, geriet er schnell in die Umklammerung durch zwei türkische Armeen und wurde dadurch zu Verhandlungen gezwungen. Da Russland sich für die serbische Sache starkmachte, war auch Istanbul zu einer Verhandlungslösung gezwungen.
Miloš Obrenović wurde zum serbischen Fürsten unter türkischer Hoheit ernannt, handelte der Hegemoniemacht in den folgenden Jahren aber immer weitere Zugeständnisse zu einer serbischen Autonomie ab. Gleichzeitig nahm seine Herrschaft immer stärker despotische Züge an. 1817 ließ er Karađorđe töten und sandte dessen Kopf als Zeichen seiner Ergebenheit nach Istanbul. Die mehrfach geforderte Bildung eines Staatsrates ließ er nicht zu. 1830 mussten die Osmanen die faktische Selbständigkeit Serbiens anerkennen (wenn auch die formelle Unabhängigkeit völkerrechtlich erst 1878 einsetzte), und Miloš Obrenović wurde Erbfürst.
1838 zwangen Russland und das Osmanische Reich Miloš Obrenović gemeinsam eine Verfassung mit Staatsrat auf. Darauf überließ er seine Amtsgeschäfte seinem Sohn Milan. 1842 verdrängte Aleksander Karađorđević, der Sohn des ermordeten Karadjordje, Miloš’ Sohn und zweiten Nachfolger Mihailo als serbischen Fürsten, worauf auch Miloš Obrenović ins Exil nach Wien ging. Dort ließ er u. a. durch Johann Strauss die Serben-Quadrille komponieren. Nachdem Aleksander 1858 abgesetzt worden war, kehrte Miloš Obrenović nach Serbien zurück und wurde erneut Fürst, allerdings nur zwei Jahre bis zu seinem Tod 1860. Nachfolger wurde wiederum sein Sohn Mihailo.

## Würdigung
Zur Erinnerung an den Monarchen ist seit 1811 eine traditionelle Mineralwassermarke Knjaz Miloš nach ihm benannt. Es wurden auch Denkmäler in Požarevac und Takovo errichtet, die an ihn erinnern. Eine Replik des 1900 in Takovo errichteten Denkmals des Bildhauers Petar Ubavkić wurde im Jahr 2004 in der Ulica Kneza Miloša in Belgrad aufgestellt.